# Брабазон, Джон, 15-й граф Мит
Джон Энтони Брабазон, 15-й граф Мит (англ. John Anthony Brabazon, 15th Earl of Meath; род. 11 мая 1941) — англо-ирландский пэр и землевладелец в графстве Уиклоу. В 1949—1998 годах носил титул учтивости лорд Арди.

## Биография
Джон Энтони Брабазон родился 11 мая 1941 года и стал старшим сыном майора Энтони Уиндема Норманда Брабазона, 14-го графа Мита, и Элизабет Мэри Боулби. Получил образование в школе Харроу. Был почетным пажем королевы Елизаветы II в 1956—1958 годах, в 1959—1963 годах — офицер гренадерской гвардии .
19 декабря 1998 года, после смерти, Джон Брабазон унаследовал титулы 15-го графа Мита и 16-го барона Арди (Пэрство Ирландии), 6-го барона Чауорта из Итон-холла в графстве Херефордшир (Пэрство Соединённого королевства). Последний из этих титулов дал ему место в Палате лордов. В 1999 году, после принятия Акта о Палате лордов, лорд Мит лишился своего места в верхней палате парламента.
12 мая 1973 года Брабазон женился на Ксении Гудим-Левкович, дочери Поля Гудим-Левковича и Шейлы Вайолет Макнил. В этом браке родились трое детей:
- Коринна Леттис Брабазон (9 ноября 1974)[1], с 2005 года жена Джулиана Холлоуэя, от брака с которым у неё было трое детей.
- Энтони Жак, лорд Арди (30 января 1977)[1], наследник отца. В 2004 году женился на Фионнуале Астон, от брака с которой у него две детей.
- Серена Александра (23 февраля 1979)[1], с 2013 года жена Эндрю Уильяма Легга.

Лорд Мит живёт в Киллруддери-хаусе, Брей, графство Уиклоу, Ирландия . В 2001 году он продал горное спортивное поместье площадью 4125 акров в Ратдраме, графство Уиклоу, за 10 миллионов фунтов стерлингов, но продолжал владеть примерно 800 акрами в том же графстве, которые, по оценкам, были гораздо более ценными.